# Richard Gosche

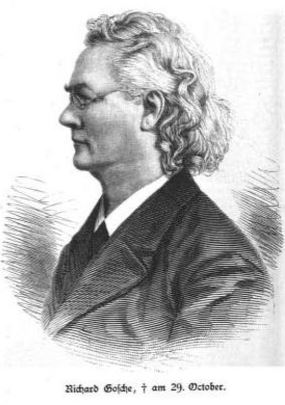
Richard Gosche

Richard Gosche (* 4. Juni 1824 in Neuendorf bei Crossen; † 29. Oktober 1889 in Halle an der Saale) war ein deutscher Literarhistoriker und Orientalist.

## Leben
Gosche war das erste von neun Kindern eines Pfarrers, der 1826 die Pfarre in Wellmitz bei Guben angenommen hatte, und wurde von seinem Vater auf den Besuch des Gymnasiums vorbereitet. Er zog im Jahr 1838 im Alter von 14 Jahren zu seinem Großvater mütterlicherseits nach Leipzig und besuchte dort drei Jahre lang das Nikolaigymnasium. Nach bestandener Reifeprüfung schrieb er sich im April 1842 an der Universität Leipzig für ein Studium der Theologie ein. Er befasste sich zudem bald eingehend mit philologischen und historischen Studien, besuchte Vorlesungen für germanische, griechische und lateinische Sprachen und lernte Arabisch, Äthiopisch, Sanskrit und Persisch. Während der fünf Semester, die er dort absolvierte, waren unter anderem Heinrich Leberecht Fleischer, Hermann Brockhaus, Gottfried Hermann, Wilhelm Adolf Becker und Moriz Haupt seine Professoren. Im Herbst 1844 wechselte er an die Universität Berlin, um sein Studium der klassischen und neueren Sprachwissenschaften, der orientalischen Philologie und der Orientalistik fortzusetzen. Hier besuchte er das philologische Seminar bei August Boeckh.
Um sein Studium zu finanzieren, gab er Privatunterricht und betätigte sich als Theaterkritiker. Am 17. August 1847 erhielt er nach seiner Promotion mit der Dissertation De Ariana linguae gentisque Armenicae indole prolegegomena eine Stelle als Bibliothekar an der königlichen Bibliothek. In der Abhandlung hatte er die Zugehörigkeit des Armenischen zum indoeuropäischen Sprachkreis untersucht. In der Bibliothek begann er damit ein Verzeichnis der arabischen Handschriften anzulegen. Am 5. Februar 1853 habilitierte er sich mit einer unveröffentlichten Schrift über die arabischen Übersetzungen griechischer Literaturwerke in der Fachrichtung für orientalische Philologie und Literaturgeschichte.
Gosche befasste sich zudem eingehend mit der deutschen Literaturgeschichte und unterrichtete ab 1859 dieses Fach an der Kriegsakademie. Er veröffentlichte in den Abhandlungen der Preußischen Akademie der Wissenschaften eine Studie über Gazzalis Leben und Werke und war 1860 außerordentlicher Professor an der Berliner Universität. 1862 wurde er als ordentlicher Professor der morgenländischen Philologie und für semitische Sprachen mit Ausnahme des Sanskrit an die Universität in Halle berufen, wo er auch literarhistorische Vorlesungen hielt.
Er gehörte dem Vorstand der Deutschen Morgenländischen Gesellschaft an und verfasste mehrere Jahresberichte über die aktuelle Fachliteratur in der von der Gesellschaft herausgegebenen Zeitschrift. Er war 1865 Gründer und Herausgeber des Jahrbuchs für Literaturgeschichte und seit 1870 des Archivs für Literaturgeschichte sowie Feuilletonist bei der Saale-Zeitung. Auch für die Berliner Vossische Zeitung schrieb er zahlreiche Beiträge.

## Familie
Gosche heiratete 1854 Klara (geborene Dieterici), die Tochter des Statistikers Wilhelm Dieterici (23. August 1790–30. Juli 1859) und Schwester seines Studienkollegen Friedrich Heinrich Dieterici. Aus der Ehe gingen drei Töchter hervor.
- Agnes Gosche (26. August 1857–14. März 1928) wurde Kunsthistorikerin und Philologin und war eine Wegbereiterin der beruflichen Frauenbildung in Deutschland.

## Werke (Auswahl)
- De Ariana linguae gentisque Armeniacae indole prolegomena. Berlin 1847 (Dissertation).
- Sebastian Frank als Geograph. Berlin 1853.
- Die Alhambra und der Untergang der Araber in Spanien. Berlin 1854 (Vortrag).
- Wissenschaftliche Jahresberichte über die morgenländischen Studien. Leipzig 1857 ff.
- Al-Ghazzalis Leben und Werke. Berlin 1858 (archive.org).
- Die Kitab-el-awâil. Berlin 1865.
- Die zehnte Muse. Ein philologischer Festprolog. Berlin 1868.
- Archiv für Litteraturgeschichte. Leipzig 1870–1871 (von Franz Schnorr von Carolsfeld fortgesetzt).
- Über die Lieder und Reime von Straßburg bis zum Beginn der Reformation. 1872 (Studien).
- Richard Wagners Frauengestalten. Leipzig 1883 (zu Bildern von Bauer und Limmer).
- Georg Ebers der Forscher und Dichter. In: Deutsche Dichter der Gegenwart. Biographisch-litterarische Charakterbilder. Edwin Schloemp, Leipzig 1887 (archive.org).

Als Mitautor
- Mit Benno Tschischwitz revidierte und kommentierte er die Grotesche Ausgabe der Schlegel-Tieckschen Shakespeare-Übersetzung, Berlin 1875.
- Mit Robert Boxberger: Lessings Werke. Berlin 1875.

Als Mitherausgeber
- Aus deutschen Lesebüchern. Dichtungen in Poesie und Prosa, erläutert für Schule und Haus. 2 Bände 1881–1882.; Georg Ebers, der Forscher und Dichter, 1887; Richard Posthum
- Erinnerungsblätter für seine Freunde. Biographie und ausgewählte Aufsätze. 1890.